# 宮入慶之助
宮入 慶之助（みやいり けいのすけ、1865年6月8日〈慶応元年5月15日〉 - 1946年〈昭和21年〉4月6日）は日本の寄生虫学者、衛生学者。九州帝国大学教授。

## 経歴

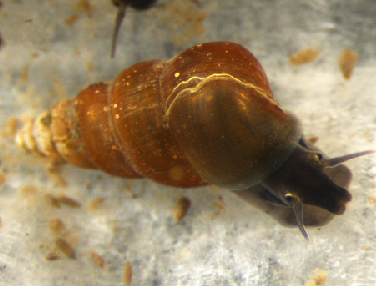
ミヤイリガイ

信濃国更級郡西寺尾村（現・長野市松代町西寺尾）に松代藩士祐筆の宮入敬長の三男として生まれる。1890年東京帝国大学医科大学を卒業。1895年第一高等学校教授。1900年、内務技師として日本薬局方調査会の幹事を務め、1902年、ドイツのフリードリヒ・レフラー教授の下へ留学する。
帰国後1904年に京都帝国大学福岡医科大学（現・九州大学医学部）衛生学の初代教授に就任し、翌年医学博士の学位を得る。1912年九州帝国大学医学部衛生学第一講座担任に就任。
1913年、鈴木稔とともに日本住血吸虫(地方病)の中間宿主である巻き貝を発見。この貝は宮入の功績を記念してミヤイリガイという。それまで淡水に住む巻き貝が寄生虫の中間宿主であるという報告は世界中でなされていなかった。この世界初の発見がきっかけとなり、日本国外でもビルハルツ住血吸虫・マンソン住血吸虫の感染経路および中間宿主の特定が進んだ。イギリスのブラックロック教授はこの業績を評価し、ノーベル賞候補に推薦するが、実現しなかった。
1923年春、ルドルフ・トイスラーの斡旋により、三浦謹之助、長與又郎、藤浪鑑、秦佐八郎、高木兼寛らと3か月に亘ってアメリカの医療機関を視察し帰国。同年5月、帝国学士院会員となる。1925年退官、九州帝国大学名誉教授となり、1928年、正三位勲二等旭日重光章を受勲する。墓所は多磨霊園(7-2-19-1)

## 栄典
- 1910年（明治43年）
  - 2月21日 - 正五位[6]
  - 12月26日 - 勲四等瑞宝章[7]
- 1928年（昭和3年）11月10日 - 旭日重光章[8]

## エピソード
- 九州大学馬出地区には宮入慶之助の名を冠した「宮入通り」が存在する。
- 小惑星宮入（14902 Miyairi）は、彼に因んで、彼の孫の天文学者村山定男によって命名された[9]。

## 著作

### 単著
- 『生理学講義』 全4冊、半田屋医籍、1895年-1897年。 NCID BA69692153。全国書誌番号:40056550。
  - 『生理学講義』 全4冊（新訂版）、半田屋医籍、1906年-1907年。 NCID BN13570969。全国書誌番号:40056549。
- 『新篇養生訓』明治講医会、1906年12月。 NCID BA54924732。全国書誌番号:40058884。
  - 「新編養生訓」『近代日本養生論・衛生論集成』 第10巻（復刻版）、大空社、1992年10月。 NCID BN0866389X。全国書誌番号:93031453。
- 『寄生原虫研究之栞』三共、1909年10月。 NCID BA54313036。全国書誌番号:40056298。
  - 『寄生原虫研究之栞』（改訂第2版）南山堂、1937年12月。 NCID BN09522270。全国書誌番号:46049215。
- 『衛生学』 全3巻、南山堂書店、1913年5月-1917年2月。 NCID BA3101385X。全国書誌番号:43006255。
  - 『衛生学』 下巻（2版）、南山堂書店、1926年9月。 NCID BA57023178。全国書誌番号:43006256。
- 『寄生虫病に就いて』山口県庁、1921年7月。全国書誌番号:43005615。
- 『寄生虫病及地方病予防』内務省衛生局、1921年2月。 NCID BB00551515。全国書誌番号:43053703。
- 『宮入衛生問答』南山堂書店、1922年11月。 NCID BA54521736。全国書誌番号:43006435。
- 『食べ方問題』南山堂書店、1923年12月。 NCID BN09535534。全国書誌番号:43037612。
- 『保健衛生の調査に就て』福岡県警察部、1924年6月。全国書誌番号:42011786。
- 『続 食べ方問題』南山堂書店、1924年12月。 NCID BN09535534。全国書誌番号:43037613。
- 『小学児童生理衛生の栞』黎明社、1926年6月。全国書誌番号:42012371。
- 『栄養上必須の最新知識（ドイツの生活改善運動）』飯田豊三、1941年4月。 NCID BA56844667。全国書誌番号:44045512。

### 翻訳
- ハー・ノートナーゲル 著、宮本叔・宮入慶之助 訳『内科臨床講義』 全4冊、半田屋医籍、1894年-1898年。 NCID BA30558618。全国書誌番号:40057336。
- ヘルムホルツ『自然科学』宮入慶之助訳編、医海時報社〈医海叢書 第1編〉、1912年5月。 NCID BA64594485。全国書誌番号:40051033。
- ロベルト・コッホ 著、宮入慶之助 訳『ローベルト・コツホ氏文集』南山堂書店、1912年8月。 NCID BA70311519。全国書誌番号:43005657。
- レオ・ケーニヒスベルゲル『科学者ヘルマン・フォン・ヘルムホルツ評伝』 第1巻、河出書房、1943年2月。 NCID BA31402319。全国書誌番号:46014734。

## 記念誌
- 宮入慶之助記念誌編纂委員会 編『住血吸虫症と宮入慶之助 ミヤイリガイ発見から90年』九州大学出版会、2005年11月。ISBN 9784873788876。

## ギャラリー

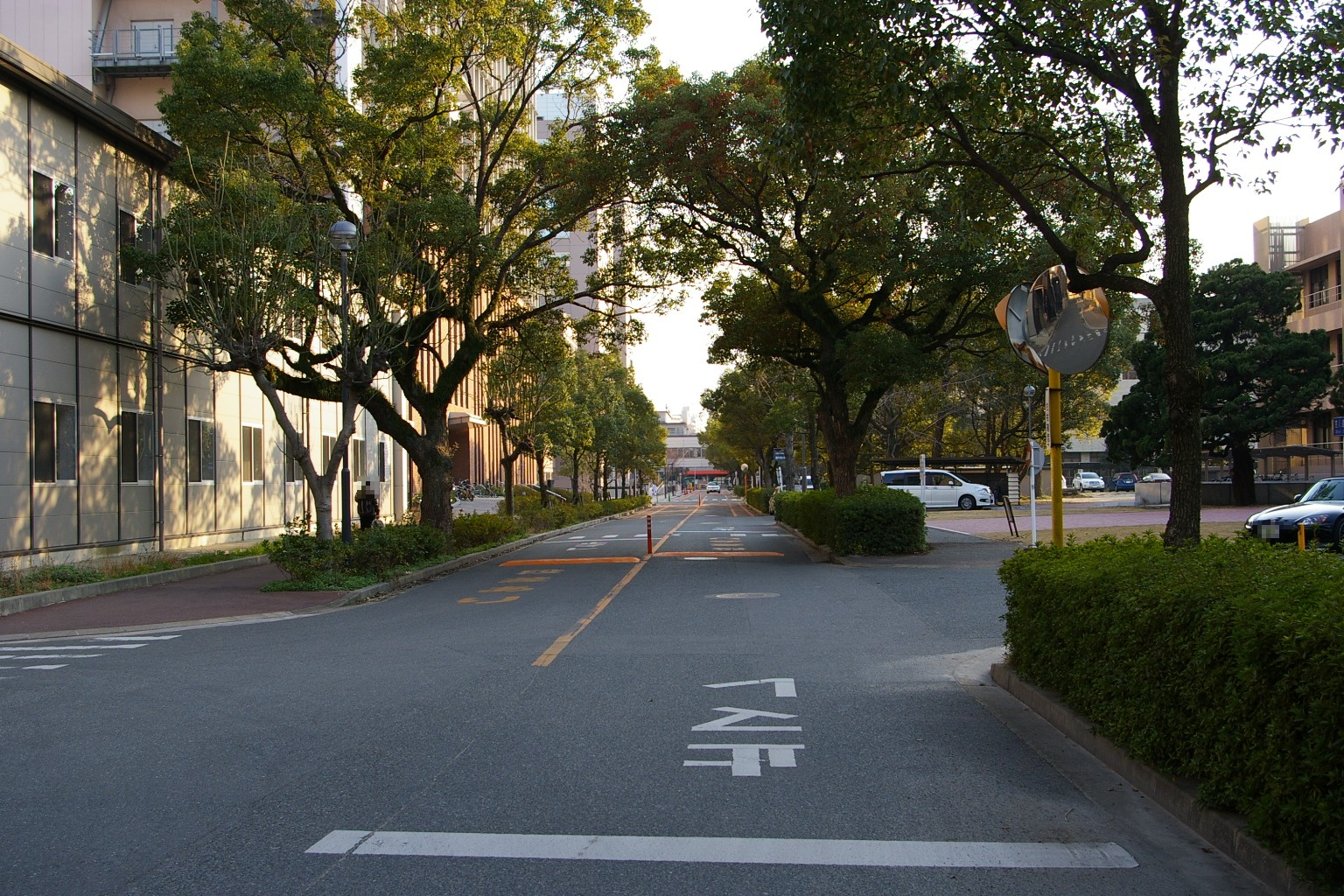
「宮入通り」 (九州大学馬出地区)
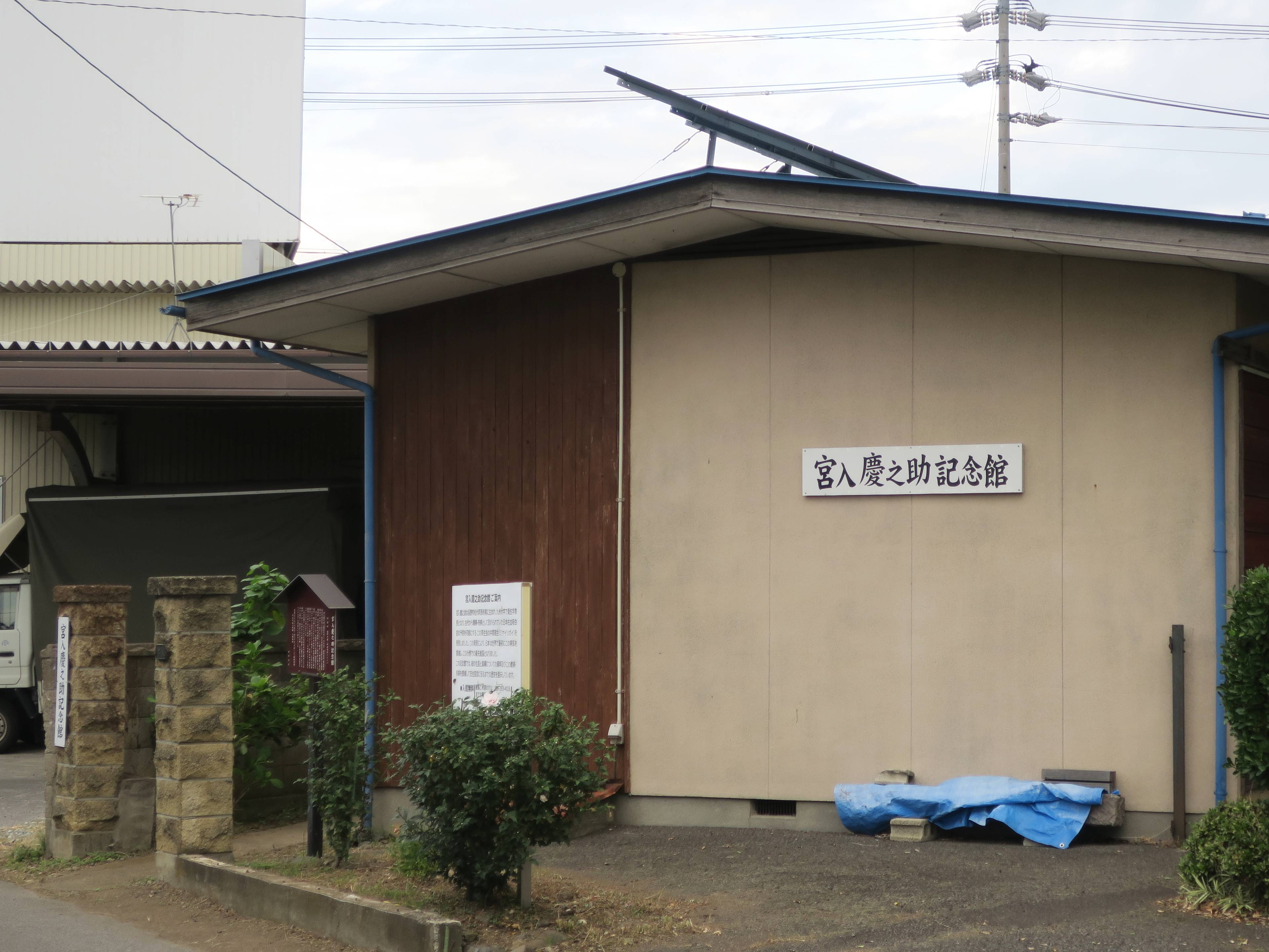
宮入慶之助記念館（長野県長野市）